# Emma Green
Emma Anna-Maria Green-Tregaro, švedska atletinja, * 8. december 1984, Göteborg, Švedska. 
Nastopila je na poletnih olimpijskih igrah v letih 2008 in 2012, dosegla je osmo in deveto mesto v skoku v višino. Na svetovnih prvenstvih je osvojila bronasto medaljo v isti disciplini leta 2005, na evropskih prvenstvih srebrno medaljo leta 2010 in bronasto leta 2012, na evropskih dvoranskih prvenstvih pa bronasto medaljo leta 2013.